# لانوو
لانوو (به چکی: Lánov) یک منطقهٔ مسکونی در جمهوری چک است که در منطقه تروتنوف واقع شده‌است.